# Заннони, Амилькар
Амилькар Заннони (фр. Amilcar Zannoni; 7 августа 1922 год, Баньо-ди-Романья, Италия — 6 июня 2009 год, Мутье, Франция) — французский скульптор итальянского происхождения. Специализировался в скульптуре из стали. Был спонсором колледжа в коммуне Омец департамента Мозель.

## Биография

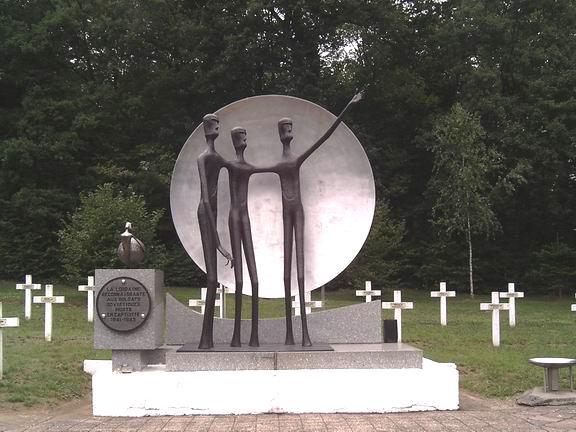
Монумент на кладбище в Валлеруа в память о погибших советских солдатах (1971).

Заннони родился 7 августа 1922 года в Баньо-ди-Романья (Италия) и был вторым ребёнком в семье Карло Заннони и Джиованны Касетти. В конце 1924 года семья покинула Италию и поселился в Мутье (Франция). С 1945 года Заннони работал на железных рудниках. Впервые занялся скульптурой в 1959 году. В 1962 году декорировал церковь в родном Мутье. В мае 1971 года создал великолепный памятник советским солдатам, погибшим в немецком плену во Вторуй мировую войну, на военном кладбище Валлеруа.
Заннони был трижды подряд отмечен на Выставке французских художников в Париже в 1971, 1972 и 1973 годах. Выставлялся в 1973-1974 годах в музее Гальера в Париже. В сентябре 1981 года участвовал в выставке в Минске (Белоруссия).
Умер 6 июня 2009 года в Мутье, похоронен там же.